# Giedrius
Giedrius  è un nome proprio di persona lituano maschile.

## Varianti
- Femminili: Giedrė[1]

## Origine e diffusione
Deriva dal termine lituano giedras, che vuol dire "sereno", "chiaro". Ha quindi lo stesso significato di Serena.

## Onomastico
Il nome non è portato da alcun santo, ovvero è adespota, quindi l'onomastico ricade il 1º novembre, giorno di Ognissanti. Un onomastico laico è fissato in Lituania al 17 aprile per il maschile e al 5 marzo per il femminile.

## Persone

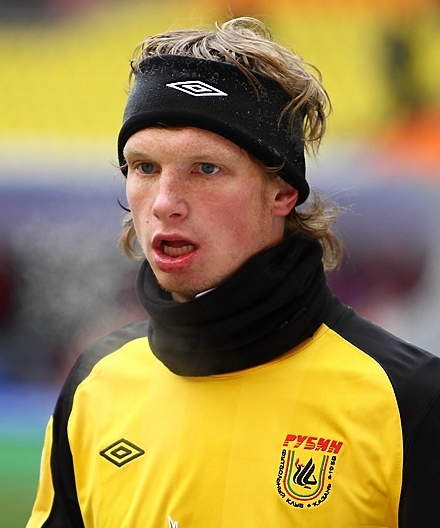
Giedrius Arlauskis

- Giedrius Arlauskis, calciatore lituano
- Giedrius Gustas, cestista lituano
- Giedrius Tomkevičius, calciatore lituano

### Variante femminile Giedrė
- Giedrė Paugaitė, cestista lituana